# Glass Houses
Glass Houses é o sétimo álbum do compositor americano Billy Joel, lançado em 1980. É marcado pela primeira música de Joel a conseguir a primeira posição na lista da Billboard de Singles Pop, "It's Still Rock and Roll to Me". O álbum ficou nesta posição por seis semanas e veio a ser o quarto álbum mais vendido nos Estados Unidos no ano de lançamento.

## Faixas
Todas as músicas escritas e compostas por Billy Joel.
1. "You May Be Right" – 4:15
2. "Sometimes a Fantasy" – 3:40
3. "Don't Ask Me Why" – 2:59
4. "It's Still Rock and Roll to Me" – 2:57
5. "All for Leyna" – 4:15
6. "I Don't Want to Be Alone" – 3:57
7. "Sleeping With the Television On" – 3:02
8. "C'Était Toi (You Were the One)" – 3:25
9. "Close to the Borderline" – 3:47
10. "Through the Long Night" – 2:43

## Equipe de músicos
- Billy Joel – Sintetizadores, Harmônica, Piano, Acordeon, Teclado, Vocal
- Dave Brown – Violão, Guitarra
- Richie Cannata – Órgão, flauta, teclado, sax
- Liberty DeVitto – Percussão, Baterias
- Russell Javors – Violão, Guitarra
- Doug Stegmeyer – Baixo

## Produção
- Produtor: Phil Ramone
- Engenheiro: Jim Boyer
- Engenheiro assistente: Bradshaw Leigh
- Masterização: Ted Jensen
- Fotografia: Jim Houghton

## Classificação

### Álbum
| Ano  | País           | Chart                                   | Posição | Semanas | Vendas     | Certificação      |
| ---- | -------------- | --------------------------------------- | ------- | ------- | ---------- | ----------------- |
| 1980 | Estados Unidos | The Billboard Pop Albums                | 1 (x6)  | 73      | 7,000,000+ | 7x Multi-Platinum |
| 1980 | Noruega        | VG-lista Albums Chart (top 40)          | 2       | 31      |            |                   |
| 1980 | Japão          | Oricon Weekly LP Albums Chart (top 100) | 6       | 45      | 310,000+   |                   |
| 1980 | Japão          | Oricon Weekly CT Albums Chart (top 100) | 12      | 35      | 310,000+   |                   |
| 1980 | Inglaterra     | UK Albums Chart (top 75)                | 9       | 24      | 100,000+   | Ouro              |
| 1980 | Áustria        | Albums Chart (top 20)                   | 4       | 20      |            |                   |
| 1980 | Suécia         | Albums Chart (top 50)                   | 6       | 10      |            |                   |

### Singles
| Ano  | Single                           | País           | Chart             | Posição |
| ---- | -------------------------------- | -------------- | ----------------- | ------- |
| 1980 | "All for Leyna"                  | Inglaterra     | UK Singles Chart  | 40      |
| 1980 | "You May Be Right"               | Estados Unidos | Billboard Hot 100 | 7       |
| 1980 | "You May Be Right"               | Estados Unidos | Billboard AC      | 48      |
| 1980 | "You May Be Right"               | Japão          | Oricon Weekly     | 60      |
| 1980 | "It's Still Rock and Roll to Me" | Estados Unidos | Billboard Hot 100 | 1       |
| 1980 | "It's Still Rock and Roll to Me" | Estados Unidos | Billboard AC      | 40      |
| 1980 | "It's Still Rock and Roll to Me" | Inglaterra     | UK Singles Chart  | 14      |
| 1980 | "Don't Ask Me Why"               | Estados Unidos | Billboard AC      | 1       |
| 1980 | "Don't Ask Me Why"               | Estados Unidos | Billboard Hot 100 | 19      |
| 1980 | "Sometimes a Fantasy"            | Estados Unidos | Billboard Hot 100 | 36      |

## Prêmios
Grammy
| Ano  | Vencedor     | Categoria                                  |
| ---- | ------------ | ------------------------------------------ |
| 1980 | Glass Houses | Melhor Performance Vocal Masculina de Rock |